# Heathens
Singles par Twenty One Pilots
Ride
(2016) Heavydirtysoul
(2016)
Heathens est une chanson du groupe américain Twenty One Pilots sorti pour la bande annonce du film Suicide Squad le 16 juin 2016.
En juin 2020, le clip vidéo atteint le milliard de visionnages sur YouTube.

## Contexte
"Heathens" a été écrit par Tyler Joseph (membre du groupe Twenty One Pilots) et son producteur Mike Elizondo et produit par le label Atlantic Records,.

## Liste des pistes
| 1. | Heathens | 3:15 |

| 1. | Heathens                | 3:15 |
| 2. | Heathens (DISTO remix)  | 3:39 |
| 3. | Heathens (instrumental) | 3:15 |
| 4. | Heathens (TV track)     | 3:15 |
| 5. | Heathens (a cappella)   | 3:15 |
| 6. | Heathens (radio edit)   | 3:15 |

## Classements
| Chart (2016-2017)                       | Meilleure position |
| --------------------------------------- | ------------------ |
| Argentine (Monitor Latino)              | 7                  |
| Australie (ARIA)                        | 3                  |
| Autriche (Ö3 Austria Top 40)            | 4                  |
| Biélorussie (Unistar Radio Top 20)      | 5                  |
| Belgique (Flandre Ultratop 50 Singles)  | 10                 |
| Belgique (Wallonie Ultratop 50 Singles) | 16                 |
| Canada (Hot 100)                        | 3                  |
| Canada (Adult Contemporary)             | 45                 |
| Canada (CHR/Top 40)                     | 5                  |
| Canada (Hot AC)                         | 15                 |
| Canada (Rock)                           | 6                  |
| Colombie (National-Report)              | 74                 |
| Tchéquie (IFPI Rádio)                   | 1                  |
| Tchéquie (IFPI Singles Digitál)         | 1                  |
| Danemark (Tracklisten)                  | 11                 |
| Finlande (Suomen virallinen lista)      | 6                  |
| France (SNEP)                           | 4                  |
| Allemagne (Media Control AG)            | 9                  |
| Allemagne (Airplay Chart)               | 7                  |
| Hongrie (Rádiós Top 40)                 | 23                 |
| Hongrie (Single Top 40)                 | 7                  |
| Hongrie (Stream Top 40)                 | 2                  |
| Irlande (IRMA)                          | 4                  |
| Italie (FIMI)                           | 11                 |
| Liban (Lebanese Top 20)                 | 9                  |
| Pays-Bas (Nederlandse Top 40)           | 10                 |
| Pays-Bas (Single Top 100)               | 12                 |
| Nouvelle-Zélande (RMNZ)                 | 2                  |
| Norvège (VG-lista)                      | 4                  |
| Pologne (ZPAV)                          | 8                  |
| Portugal (AFP)                          | 4                  |
| Écosse (OCC)                            | 5                  |
| Slovaquie (IFPI Rádio)                  | 37                 |
| Slovénie (SloTop50)                     | 30                 |
| Espagne (PROMUSICAE)                    | 28                 |
| Suède (Sverigetopplistan)               | 6                  |
| Suisse (Schweizer Hitparade)            | 3                  |
| Royaume-Uni (UK Singles Chart)          | 5                  |
| États-Unis (Hot 100)                    | 2                  |
| États-Unis (Adult Contemporary)         | 25                 |
| États-Unis (Adult Pop Songs)            | 2                  |
| États-Unis (Alternative Songs)          | 1                  |
| États-Unis (Dance Club Songs)           | 16                 |
| États-Unis (Rock Airplay)               | 1                  |
| États-Unis (Mainstream Rock)            | 20                 |
| États-Unis (Pop Airplay)                | 2                  |
| États-Unis (Rhythmic Songs)             | 33                 |

| Chart (2016)                          | Position |
| ------------------------------------- | -------- |
| Argentine (Monitor Latino)            | 62       |
| Australie (ARIA)                      | 27       |
| Autriche (Ö3 Austria Top 40)          | 18       |
| Belgique (Ultratop Flandre)           | 53       |
| Belgique (Ultratop Wallonie)          | 75       |
| Canada (Canadian Hot 100)             | 22       |
| Danemark (Tracklisten)                | 64       |
| France (SNEP)                         | 40       |
| Allemagne (Official German Charts)    | 34       |
| Hongrie (Single Top 40)               | 31       |
| Italie (FIMI)                         | 45       |
| Pays-Bas (Dutch Top 40)               | 59       |
| Pays-Bas (Single Top 100)             | 65       |
| Nouvelle-Zélande (Recorded Music NZ)  | 24       |
| Suède (Sverigetopplistan)             | 49       |
| Suisse (Schweizer Hitparade)          | 34       |
| Royaume-Uni (Official Charts Company) | 38       |
| États-Unis (Billboard Hot 100)        | 21       |
| États-Unis (Adult Top 40)             | 37       |
| États-Unis (Hot Rock Songs)           | 3        |
| États-Unis (Mainstream Top 40)        | 29       |

| Chart (2017)                   | Position |
| ------------------------------ | -------- |
| Canada (Canadian Hot 100)      | 67       |
| France (SNEP)                  | 117      |
| Hongrie (Single Top 40)        | 82       |
| Hongrie (Stream Top 40)        | 92       |
| Israël (Media Forest)          | 39       |
| Suisse (Schweizer Hitparade)   | 81       |
| États-Unis (Billboard Hot 100) | 58       |
| États-Unis (US Adult Top 40)   | 34       |
| États-Unis (Hot Rock Songs)    | 2        |

| Chart (2010–2019)              | Position |
| ------------------------------ | -------- |
| États-Unis (Billboard Hot 100) | 93       |
| États-Unis (Hot Rock Songs)    | 6        |

## Certifications
| Région | Certification | Ventes/Streams |
| --- | ------------- | -------------- |
| Australie (ARIA)                                                                                          | 2 × Platine   | 70 000^        |
| Autriche (IFPI)                                                                                           | Platine       | 30,000x        |
| Belgique (BEA)                                                                                            | Platine       | 30,000*        |
| Canada (Music Canada)                                                                                     | 8 × Platine   | 640,000^       |
| Danemark (IFPI)                                                                                           | Platine       | 90,000^        |
| France (SNEP)                                                                                             | Diamant       | 233,333*       |
| Allemagne (BM)                                                                                            | 3 × Or        | 600,000^       |
| Italie (FIMI)                                                                                             | 3 × Platine   | 150,000*       |
| Nouvelle-Zélande                                                                                          | Platine       | 15,000         |
| Espagne (PME)                                                                                             | Platine       | 30,000^        |
| Royaume-Uni (BPI)                                                                                         | 2 × Platine   | 1,200,000^     |
| États-Unis (RIAA)                                                                                         | 7 × Platine   | 2,123,052^     |
| *Ventes selon la certification xNon précisé par la certification ‡ventes/streaming selon la certification |               |                |